# Фрідріх Вільгельм Опельт
Фрі́дріх Ві́льгельм О́пельт (нім. Friedrich Wilhelm Opelt); 9 червня 1794, Рохліц — 22 вересня 1863, Дрезден) — німецький музикознавець, математик, астроном, саксонський фінансовий таємний радник.

## Біографічні дані
Фрідріх Вільгельм Опельт народився в сім'ї фабриканта, що спеціалізувався на виробництві оксамиту. Закінчивши рохліцьку школу 1808 року, Фрідріх Вільгельм, на побажання свого батька, опанував професію ткача. У той час він, музикант-самоук, часто грав на органі під час богослужінь у міській кірсі святого Петра. Опельт самотужки вивчив французьку та російську мови. Працював на батьковій фабриці, продукція якої мала успіх, зокрема, на Лейпцизькому та Франкфуртському ярмарках, і планував розширити виробництво. Цей план перешкодили здійснити наполеонівські війни, що тривали до 1815 року.
Після 1813 року, коли театр дій Війни шостої коаліції перемістився з Саксонії до Франції, Опельт обійняв посаду податкового аудитора при магістраті Дрездена, а за кілька років став збирачем податків у Радебергу. 1824 року він обійняв посаду збирача податків Вурценського району, а у 1832 році був призначений збирачем податків Плауенського округу. 1839 року Опельт став фінансовим таємним радником податкової ради Дрезденського округу.
У 1847-му Опельта вибрали заступником директора Саксонсько-Баварської залізничної компанії в Лейпцигу. Наступного року він став фінансовим таємним радником королівського міністерства фінансів у Дрездені. Навесні 1863 року він пішов у відставку з усіх своїх посад.
Був одружений з Юлією Реґіною Опельт (1797—1874), мав із нею дочку Юлію Амалію (1821—1902), вчительку рукоділля і домоведення, і двох синів. Роберт Теодор (1824—1892) був начальник відділу головного управління Королівської саксонської державної залізниці й мав звання королівського саксонського таємного фінансового радника. Отто Моріц (1830—1912) служив капітаном артилерії, згодом став цивільним інженером і співробітником фірми «Norddeutschen Lloyd». Допомагав батькові в його науковій роботі.
Фрідріх Вільгельм Опельт помер 22 вересня 1863 року в Дрездені. Там його й поховали.

## Наукова діяльність
Крім повсякденної роботи, Опельт займався математикою, астрономією і музикою. Зокрема, він розробив схему роботи пенсійного банку Королівства Саксонії й виконав усі потрібні розрахунки. Опельт переклав німецькою мовою з французької підручник механіки Луї-Бенжамена Франкера, а також співпрацював із керівником фізико-математичного салону в Дрездені, Вільгельмом Ґоттельфом Лорманом. Він визначав висоту й глибину гір та кратерів на Місяці, орієнтуючись на розміри тіней цих об'єктів. Ці дані були потрібні для атласа Місяця Лормана. Син Фрідріха Вільгельма Опельта, Отто Моріц, продовжив цю роботу, а 1877 року Йоганн Фрідріх Юліус Шмідт видав цей атлас під назвою «Mondcharte in 25 Sectionen».
Фрідріх Вільгельм Опельт також вдосконалив винахід французького інженера й фізика Шарля Каньяра де Латура — сирену, що складалася з двох дисків із отворами.

## Праці
Власні:
- «Über die Natur der Musik». Plauen 1834
- «Allgemeine Theorie der Musik auf dem Rhythmus der Klangwellenpulse und durch neue Versinnlichungsmittel erläutert». Leipzig 1852

Перекладні:
- «Louis-Benjamin Francoeur: Elementar-Lehrbuch der Mechanik». Arnold, Dresden 1825

## Нагороди
- Лицарський хрест королівсько-саксонського Ордена Заслуги
- Імператорський і царський Орден Святого Станіслава ІІ ступеня[1]

## Пошанування
- На честь Фрідріха Вільгельма Опельта і його сина Отто Моріца названо кратер на Місяці Опельт.